# Зелёные технологии

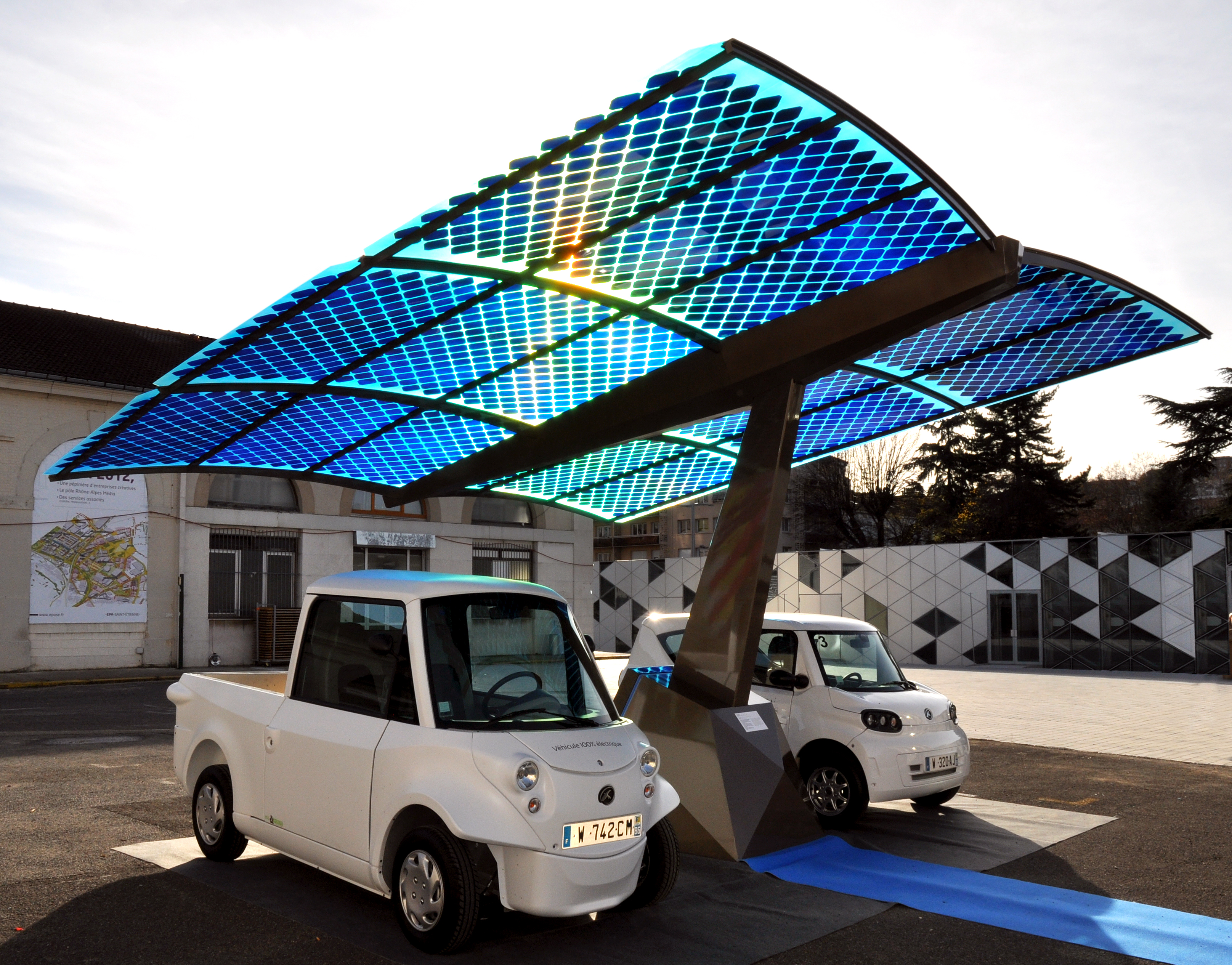
Пример зелёной технологии: электромобиль с зарядкой от солнечных батарей

Зелёные технологии (также экологические технологии Environmental technology, green technology, greentech) — технологии, производственные процессы и цепочки поставок которых являются экологически безвредными, либо менее вредными по сравнению с традиционными способами производства. Данные технологии реализуются в экологической, экономической, технологической и инновационной сферах и решают вопросы переработки отходов, использования альтернативных источников электроэнергии и др. Примерами использования таких технологий являются биологическая очистка воды, гидроэнергетика, солнечная энергетика, зелёные ИКТ, утилизация любых видов отходов (ВМР) в том числе, технологии рекуперации органических отходов.

## Исторические аспекты
Первым примером использования зелёных технологий является применение систем пассивного кондиционирования воздуха во дворце римского императора Элегабала с помощью горного снега. Затем в XIX веке во Франции Эдмон Беккерель открыл фотогальванический эффект, который позволил Лаборатории Белла разработать первую кремниевую солнечную батарею. В 1859—1860 гг. Огюст Мушо представил идею использования солнечной энергии в паровых двигателях, а Гастон Планте изобрёл первый свинцовый аккумулятор.
В 1970-х годах ряд стран начал предпринимать попытки внедрения использования солнечной энергии и других альтернативных источников питания, чтобы снизить зависимость от использования ископаемых источников питания. Тем не менее, зелёные технологии в современном понимании появились в 2001 году в США, когда в Калифорнии произошли веерные отключения электроэнергии, что потребовала использование альтернативных источников питания. После этого события новое развитие получают компании, занимающиеся зелёными технологиями. В частности, в 2005 году компания SunPower, занимающаяся производством солнечных батарей, проводит IPO и увеличивает свой капитал. В это же время Bloom Energy начинает разработку твердооксидных топливных элементов, которые производят электричество, что также позволяет отказаться от централизованной системы обеспечения электроэнергией. GreenFuel Technologies, бывшая изначально стартапом в Гарвардском университете предложила технологию создания биотоплива из морских водорослей. Впоследствии будет создана Tesla, которая займется производством электромобилей.

## Плюсы использования
Зелёные технологии позволяют решать следующие задачи:
- Способствовать устойчивому развитию, предотвращая истощение ресурсов.
- Производить товары, которые впоследствии могут быть переработаны, восстановлены или повторно использованы.
- Уменьшить загрязнение окружающей среды, повысив ресурсоэффективность производства.
- Применить инновации, которые позволяют заменить старые способы производства энергии, наносящие ущерб окружающей среде.
- Способствовать экономическому развитию, созданию новых технологий и товаров.

В Европейском союзе зелёные технологии понимаются как «наилучшие доступные технологии», которые призваны минимизировать загрязнение окружающей среды путем внедрения подобных технологий.

## Критика применения зелёных технологий
Критика в отношении зелёных технологий связана с проблемами их использования. Одними из основных проблем внедрения зелёных технологий является их высокая стоимость, большие временные затраты, а также негативные экологические последствия. Также проблемами использования зелёных технологий являются:
- Неготовность населения, бизнеса и правительства к внедрению зелёных технологий.
- Дефицит квалифицированных специалистов, которые могут управлять внедрением зелёных технологий.
- Высокие затраты на изменение транспортной и энергетической инфраструктуры.
- Неизвестность результатов, которые способны дать зелёные технологии.

## Влияние зелёных технологий
Большое значение зелёные технологии оказывают в экономике. Согласно данным ООН за 2018 год, глобальные инвестиции в возобновляемые источники энергии и зелёные технологии составили более 200 миллиардов долларов в 2017 году. Китай является одним из самых крупных инвесторов в солнечную и ветровую энергию. США снизили объём инвестиций в зелёные технологии до $40,5 млрд в 2017 году. Для привлечения инвесторов создаются специальные Зелёные фонды, задача которых формировать инвестиции в том числе в разработку зелёных технологий. 
Зелёные технологии тесно связаны с проведением зелёной политики, сторонниками которой являются зелёные.